# Priit Nigula
Priit Nigula (* 9. Novemberjul. / 21. November 1899greg. in Sankt Petersburg, Russisches Kaiserreich; † 9. Juni 1962 in Tallinn, Sowjetunion) war ein estnischer Dirigent und Pianist.

## Leben und Musik
Priit Nigula wurde unter dem Namen Friedrich Nikolai in der russischen Hauptstadt Sankt Petersburg geboren. Von 1921 bis 1923 studierte er das Fach Klavier am Moskauer Konservatorium bei Alexander Goldenweiser.
Von 1916 bis 1923 war Nigula an den Opernhäusern von Jekaterinburg, Irkutsk und Moskau tätig, unter anderem als Konzertmeister. Anschließend siedelte er nach Estland über. Dort war er von 1926 bis 1942 Pianist beim estnischen Radio und Dirigent des Sinfonieorchesters des Estnischen Rundfunks.
Von 1942 bis zu seinem Tod 1962 dirigierte Nigula im Opern- und Konzerthaus Estonia in Tallinn. Als dessen damaliger Chefdirigent, Verner Nerep, 1944 vor der Besetzung Estlands durch die Rote Armee nach Schweden floh, wurde Nigula zum neuen Chefdirigenten ernannt. Er hatte das Amt bis 1951 inne.

## Auszeichnungen
1957 erhielt Priit Nigula die Auszeichnung eines „Verdienten Künstlers der Estnischen SSR“ (estnisch Eesti NSV teeniline kunstnik).